# Pulses
Pulses è l'album di debutto del duo americano Karmin. L'album è stato pubblicato il 25 marzo 2014 dalla Epic Records.

## Pubblicazione e promozione
Nell'agosto del 2012, i Karmin hanno annunciato di aver iniziato a registrare il loro album, pronto ad essere pubblicato nel novembre dello stesso anno. L'album è stato poi rimandato all'estate del 2013, poiché non era ancora pronto. Nel frattempo è stato pubblicato il singolo "Acepella" all'inizio di luglio, preannunciando che l'album sarebbe seguito a settembre. Nell'agosto del 2013 Dasani ha usato la canzone "Try me on" per lo spot di Dasani Drops. Il 18 settembre 2013, durante una concerto live su StageIt, i Karmin hanno annunciato che il loro album era terminato, ma che stavano discutendo con la loro casa discografica, la Epic Records, e che avevano difficoltà a scegliere un nuovo singolo e la data di uscita del loro album. Il singolo è stato poi confermato essere "I want it all" ed è uscito alla fine del 2013.
Dal 25 febbraio 2014 è stato possibile pre-ordinare Pulses su iTunes.
L'11 marzo i Karmin hanno annunciato i "9 Days Of Pulses" che sarebbero iniziati 9 giorni prima l'uscita dell'album. La promozione consisteva in un gioco di abbinamento di carte per sbloccare dei video esclusivi. Il gioco chiedeva anche di usare l'ashtag #9DaysOfPulses. Il duo sceglieva un vincitore ogni giorno. I 9 Days Of Pulses sono iniziati il 17 marzo e si sono conclusi il 25 marzo, portando all'uscita di Pulses

## Singoli
I karmin hanno pubblòicato "Acapalla" come primo singolo del loro album, Pulses che è stato trasmesso per radio nel giugno 2013. L'album ha raggiunto la posizione 72 nel Billboard Hot 100, il numero 9 in Nuova Zelanda e il numero 4 in Australia.
"I want it all" è stato scelto come secondo singolo dell'album alla fine del 2013 ed è stato pubblicato il 28 gennaio 2014. Il video musicale è stato pubblicato il 21 febbraio 2014 su Vevo.

### Tracce
1. Geronimo intro (0:41)
2. Pulses (3:24)
3. Acapella (3:19)
4. I want it all (3:47)
5. Night like this (3:02)
6. Neon Love (4:27)
7. Drifter (3:14)
8. Tidal Wave (3:48)
9. Gasoline (3:38)
10. Puppet (3:13)
11. Hate to love you (3:36)
12. Try me on (3:16)
13. What's in it for me (3:32)

## Classifiche
| Classifica               | Posizione massima |
| ------------------------ | ----------------- |
| Australian Albums (ARIA) | 46                |
| US Billboard 200         | 32                |